# Akania bidwillii
Akania bidwillii is de botanische naam van een kleine boom, tot circa 12 m hoog, in het oosten van Australië. Namen die voor 1989 gebruikt werden (synoniemen) zijn Akania hillii en Akania lucens; deze zijn vervangen toen een oudere naam ontdekt werd die ook op deze soort betrekking had: Lomatia bidwillii Hend. ex R.Hogg (1860), waarna een nieuwe combinatie gepubliceerd werd die voortaan gebruikt diende te worden.
Traditioneel wordt de soort geacht in zijn eentje het geslacht Akania te vormen, alsook de familie Akaniaceae. In het Cronquist systeem (1981) werd deze familie ingedeeld in de orde Sapindales.
In Australië wordt deze boom Turnipwood genoemd.